# Desacord i compromís
Desacord i compromís (Disagree and commit en anglès) és un principi de gestió empresarial que estableix que les persones poden estar en desacord durant el procés de presa d'una decisió determinada, però que un cop la decisió ha estat presa, tothom s'ha de comprometre amb el resultat. El principi també es pot entendre com una declaració sobre quan és útil tenir conflictes i desacords, amb el principi afirmant que el desacord és útil en els primers estadis de presa de decisions mentre que és perjudicial després que s'hagi pres una decisió. Dissentir i comprometre's és un mètode per a evitar la trampa del consens, on la manca de consens porta a la inacció.

## Història i recepció
Scott McNealy va utilitzar la frase ja entre el 1983 i el 1991, com a part de la línia "En acord i compromís, en desacord i compromís, o aparta't del camí".
El concepte també s'ha atribuït a Andrew Grove d'Intel. :112
Amazon va afegir "Have Backbone; Disagree and commit" com un dels seus principis de lideratge durant el 2010-2011. El cap d'Amazon, Jeff Bezos, va esmentar el terme a la seva "Carta als accionistes del 2016".
Les dificultats identificades en l'aplicació de "desacord i compromís" inclouen:
- Pot ser difícil mostrar-se en desacord amb persones més poderoses o superiors jeràrquicament.
- Pot haver-hi dissonància en comprometre's amb alguna cosa sense estar-ne convençut.

## Organitzacions que utilitzen el principi
- Sun Microsystems
- Intel[11] :72[12]
- Amazon.com[13][14]
- Netflix[15]
- GitLab[16]
- Qatar Airways
- Zalando[17]
- Autodesk
- Nubank
- Camunda